# 章子內親王
章子內親王（1027年1月19日—1105年），第70代後冷泉天皇中宮，第68代後一條天皇與藤原威子中宮之女。院號為二条院（にじょういん）。
得後一條天皇寵愛，與妹妹馨子內親王（後三條天皇中宮）分居飛香舍東西兩側。

## 生平
1027年1月（萬壽三年十二月），生於中納言藤原兼隆邸。為後一條天皇的第一皇女，母親藤原威子中宮為藤原道長之女。
1027年（萬壽四年）封為內親王。1030年（長元三年）進行著袴儀式，加封千戶，年官、年爵並敘准三宮、授一品。1036年（長元九年四月），父親後一條天皇駕崩，與母親中宮威子遷居鷹司殿。同年9月，母親中宮威子崩駕，十月與馨子內親王一起遷居上東門院處。父母接連過世，使其幼年時即與父母死別。
1037年（長歷元年十二月）進行著裳儀式，入12歳皇太子親仁親王（日後的後冷泉天皇）東宮，居飛香舍。
1045年（寬德二年）親仁親王受後朱雀天皇的禪讓而成為第70代天皇，章子內親王被封為女御。1046年（永承元年）遷京極殿，立為中宮。1068年（治曆四年）改稱皇太后，兩天後後冷泉天皇駕崩。1069年（延久元年）落髮為尼，同年七月，尊為太皇太后。1074年（延久六年）贈與女院院號，稱之為二条院。但因前例從未有未生天子之妃嬪上院號之事，故引起爭議。
1105年（長治二年九月）過世，享年80。與父親後一條天皇同葬京都府京都市左京區吉田神楽岡町菩提樹院陵。
作為後一條天皇的第一個小孩誕生，雖然非期望中的男孩但仍受父母的喜愛。父母雙亡後由祖母（亦為阿姨，與威子同為藤原道長之女）上東門院彰子照顧。後一條天皇原本想讓章子內親王當後朱雀天皇的妃嬪，因此很早為其辦理著裳式。

## 相關文學、歷史記載
- 《榮華物語》
- 《日本紀略》
- 《一代要紀》
- 《歷代皇紀》
- 《女院小傳》

## 來源
【大日本史卷之八十 列傳七 后妃七 （页面存档备份，存于）】